# Letters to Cleo
Pour les articles homonymes, voir Cléo (homonymie).
Letters to Cleo est un groupe de pop-punk américain, originaire de Boston, dans le Massachusetts.
Letters to Cleo a beaucoup souffert de la confusion et de la comparaison avec No Doubt bien que le groupe jouait un style plus proche de la power pop que du ska punk de No Doubt à l'époque. Pourtant c'est grâce à cette confusion que le groupe s'est fait connaître par les réseaux P2P dans le courant des années 2000. Le groupe se reforme à la fin de 2008, et donne quatre concerts aux États-Unis. Le groupe se reforme de nouveau en 2016.

## Biographie

### Première période
Le guitariste Greg McKenna et la chanteuse Kay Hanley forment Letters to Cleo en 1990. Le groupe s'appelle à l'origine Rebecca Lula, mais ne parvient pas à trouver des membres permanent hormis McKenna et Hanley. Dans sa première phase, le groupe recrute quelques guitariste, aux côtés du batteur Abe Laboriel, Jr. à la batterie en 1993. La formation du groupe se complète Hanley, McKenna, Michael Eisenstein à la guitare, Stacy Jones à la batterie et Scott Riebling à la basse, et se fera en 1994. Letters to Cleo joue dans plusieurs clubs de Boston comme le T.T. the Bear's Place et The Rathskellar.
Ils publient leur premier album, Aurora Gory Alice, au label CherryDisc Records en 1993. L'album est diffusé en Nouvelle-Angleterre et après quelques apparitions au South by Southwest d'Austin, au Texas, Letters to Cleo signe avec le label Giant Records, une branche de Warner Brothers , et Aurora Gory Alice est réédité à l'international. Le groupe voit le succès avec le single Here and Now qui deviendra la bande originale de Melrose Place. En 1995, Letters to Cleo publie un nouvel album, Wholesale Meats and Fish. Sa sortie est suivie par une longue tournée avec Our Lady Peace, Sponge, et Ned's Atomic Dustbin. Le single Awake est diffusé modérément à la radio. Le groupe reprend aussi la chanson Dangerous Type de The Cars. En 1997, Stacy Jones quitte le groupe pour rejoindre Veruca Salt et est remplacée par Tom Polce. La même année, ils publient leur troisième album Go!. Après une courte tournée, Polce quitte le groupe et est remplacé par le batteur Jason Sutter. À la fin de 1997, Letters to Cleo se sépare de Giant/Revolution. L'année 1998 assiste à la sortie de l'album Sister qui comprend des faces B et démos.
Le groupe joue son dernier concert le 4 mai 2000. Ils annoncent leur séparation le mois suivant.

### Retours
En décembre 2007, le groupe effectue son retour au TT the Bears Place de Cambridge, dans le Massachusetts. En date de juillet 2009, les membres se consacrent à leurs propres projets. Dans l'épisode The Comeback Kid de la saison 4 de Parks and Recreation, le personnage Ben Wyatt porte un t-shirt Letters to Cleo. À cet instant, Letters to Cleo devient un sujet redondant sur Twitter. Le groupe se réunit dans un concert fictif à la fin de la sixième saison de Parks and Recreation.
Le retour de Letters to Cleo est annoncé pour février 2016,.
Ils annoncent des dates de concerts pour octobre et novembre 2016 à San Francisco, Los Angeles, Chicago, New York, et Boston.

## Membres

### Membres actuels
- Kay Hanley - chant (1990–2000, 2008–2009, 2014, depuis 2016)
- Greg McKenna - guitare (1990–2000, 2008–2009, 2014, depuis 2016)
- Michael Eisenstein - guitare, claviers, chœurs (1992–2000, 2008–2009, 2014, depuis 2016)
- Stacy Jones - batterie (1994–1997, 2008–2009, 2014, depuis 2016)

### Anciens membres
- Tom Polce – batterie (1997)
- Jason Sutter –  batterie (1997–2000)
- Scott Riebling - basse (1994–2000)

## Discographie

### Albums studio
- 1993 : Aurora Gory Alice (label China)
- 1995 : Wholesale Meats and Fish (label Warner Bros)
- 1997 : Go! (label Warner Bros)
- 1998 : Sister (label Wicked Disc)

### EP
- 1995 : Here and Now
- 1995 : Awake

### Bande originale
- Dix Bonnes Raisons de te larguer (Ten Things I Hate About You) : 3 chansons
- Dans le 1er épisode de la 3e saison de la série Daria (Lentilles ou Lunettes ?), la chanson I See a été utilisée en générique de fin.
- Dans le film Jawbreaker, la chanson I See a également été utilisée.
- Dans Dangereuse Alliance, film américain sortie en 1996, la chanson Dangerous Type est utilisée.